# Малая площадь (Прага)
Малая площадь (чеш. Malé náměstí) — площадь в центре Праги, находится в Старом городе. Малая площадь служила рыночной площадью в средние века и является одной из старейших и самых маленьких площадей Праги.

## География
Небольшая треугольная площадь, примыкающая к Староместской площади с восточной стороны. Недалеко также находится площадь Франца Кафки. Н север от площади отходит улица У Раднице, на юго-запад — Карлова.

## Застройка
Дома, окружающие площадь, относятся к позднему романскому периоду и демонстрируют модификации более поздних архитектурных стилей от готики до ренессанса и классицизма. Восточная сторона украшена средневековыми аркадами. Его реконструкция была проведена между 1877 и 1878 годами слесарем Йиндржихом Дуффе.
На площади находятся следующие здания:
- Дом «У Золотого рога» (4/10)
- Дом «У Золотой двойки» (5/9)
- Дом «У трёх мечей»[вд] (6/8)
- Дом «У трёх лип»[вд] (7/7)
- Дом «У Жёлтой статуи» (8/6)
- Дом «У Трёх трубочистов» (9/5)
- Дом «У Золотой Короны»[чеш.] (455/48)
- Дом «У Чёрного конька»[вд] (456/14)
- Дом «У Золотого орла» (457/13)
- Дом «У Золотой лилии» (458/12)
- Дом Рихтера (459/11)
- Дом «У Чёрного ягнёнка»[чеш.] (138/4)
- Дом Ротта (142/3)
- Дом «У Белого льва» (143/2)
- Дом «У Ангела»[чеш.] (144/1)

Посередине площади расположен фонтан XVI века, самый старый из сохранившихся фонтанов в Праге. На решётке с южной стороны написана дата 1560 год. Мраморное основание поддерживает декоративную кованую решётку эпохи Возрождения из переплетённых кругов и спиралей. В сетке одиннадцать полей, каждое поле имеет разное оформление. Края украшены фигурками ангелов, а решётку венчает шар с позолоченным чешским львом. Они были добавлены в XVII веке. В 1880-х годах владелец местного хозяйственного магазина Ладислав Ротт провёл капитальный ремонт решётки. В последний раз фонтан ремонтировали в 1990-х годах.

## Фотогалерея

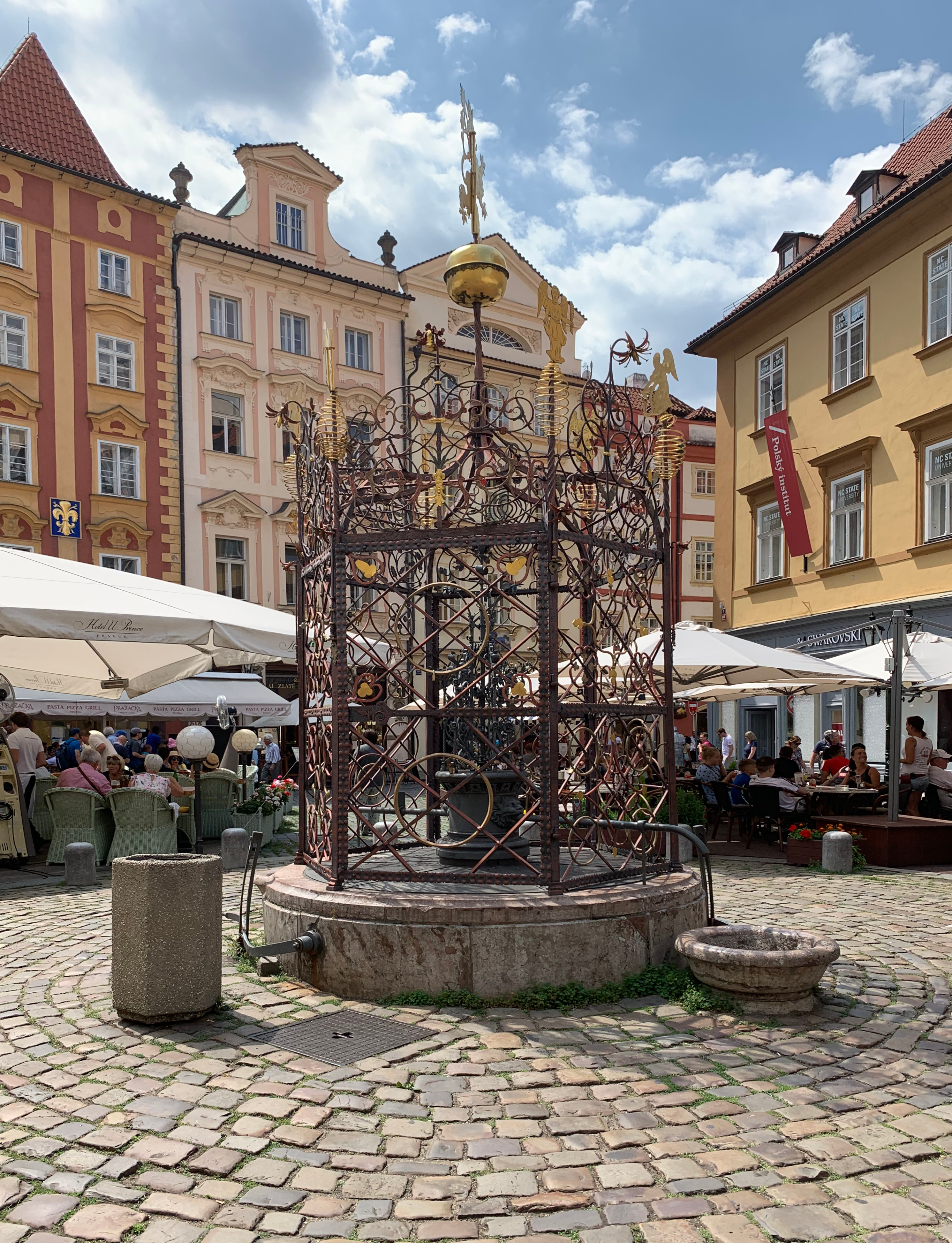
Фонтан на Малой площади
Дом Ротта с фресками работы Миколаша Алеша
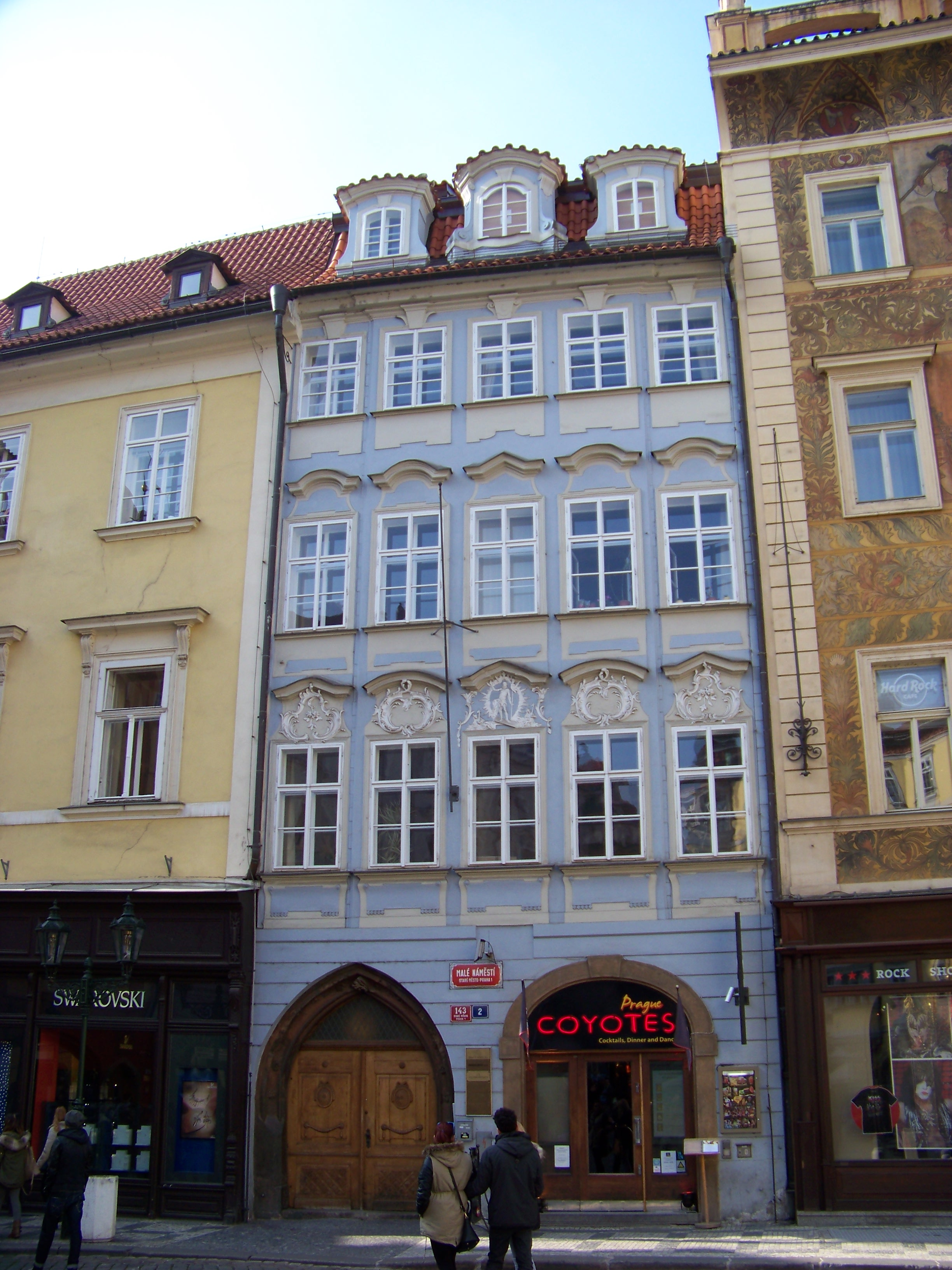
Дом «У Белого льва»
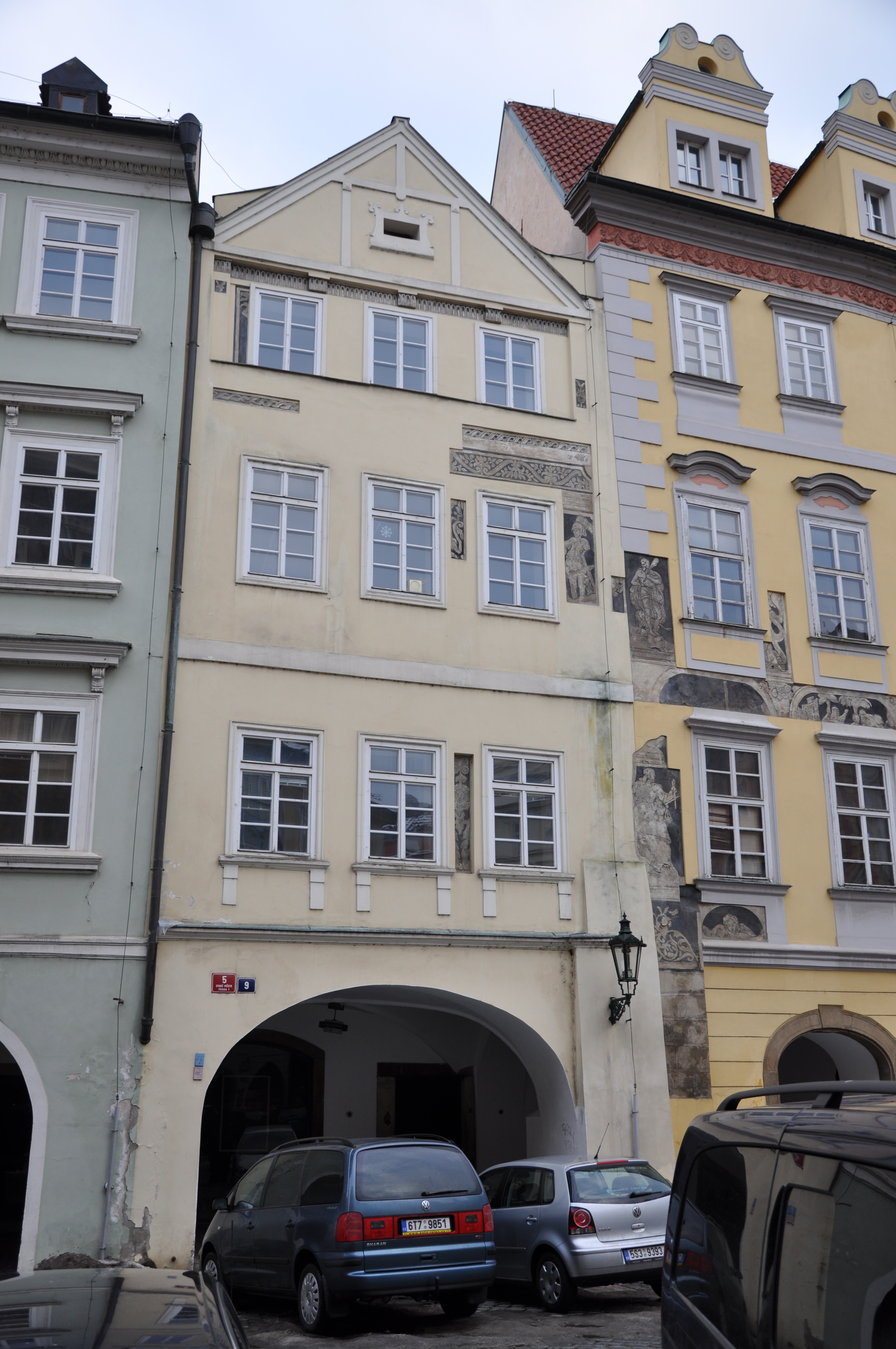
Дом «У Золотой двойки»
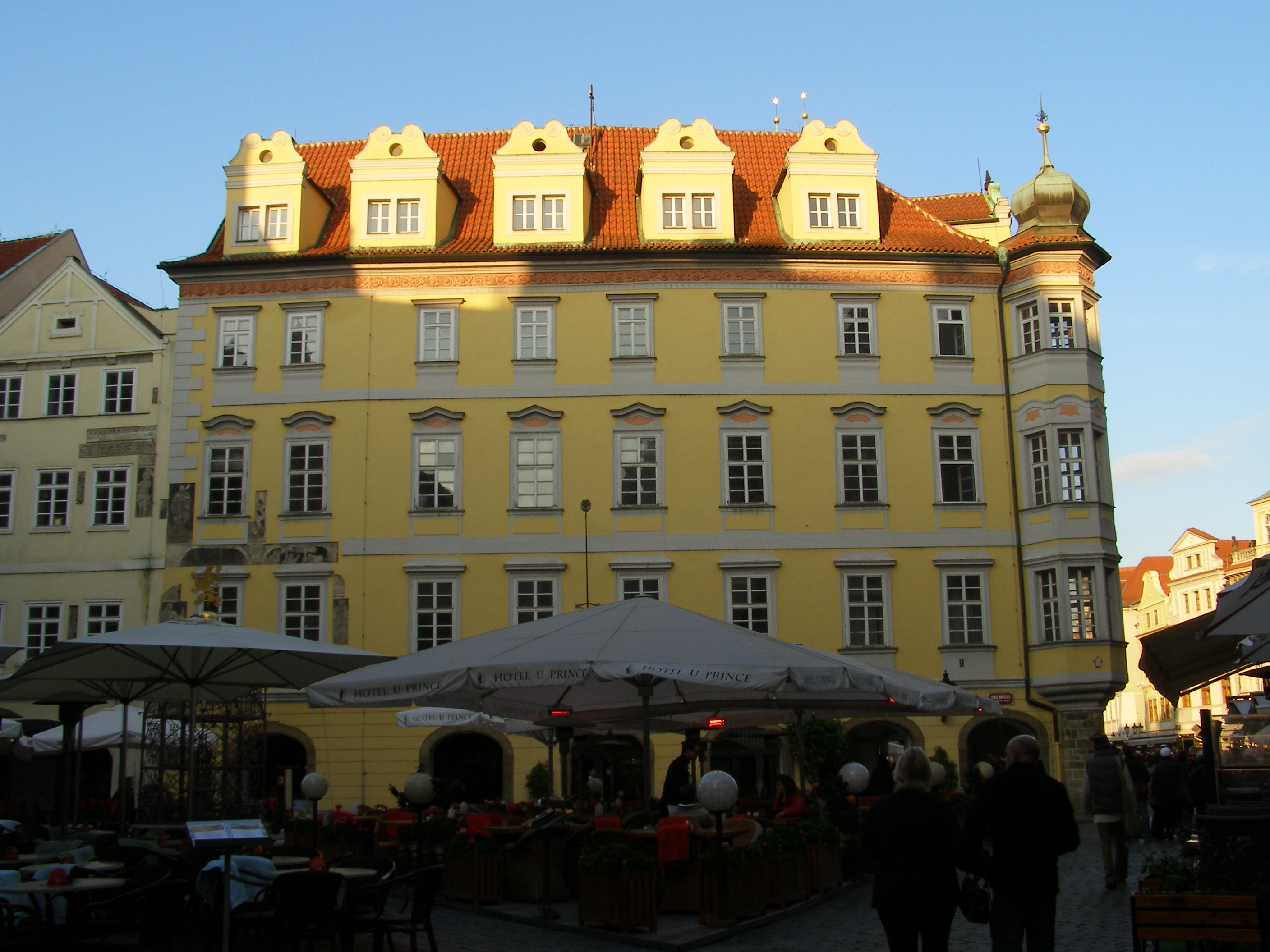
Дом «У Золотого рога»
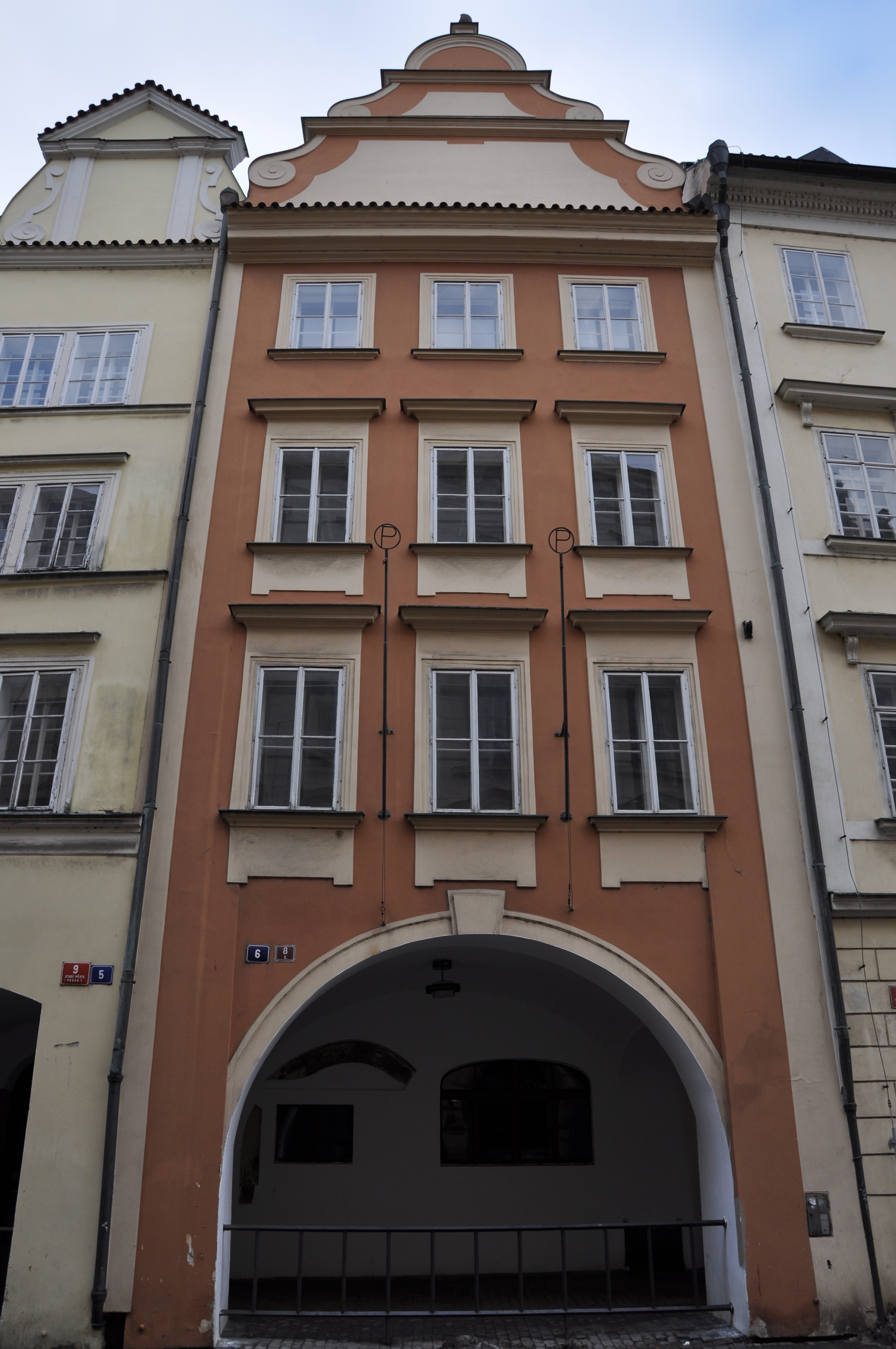
Дом «У Жёлтой статуи»
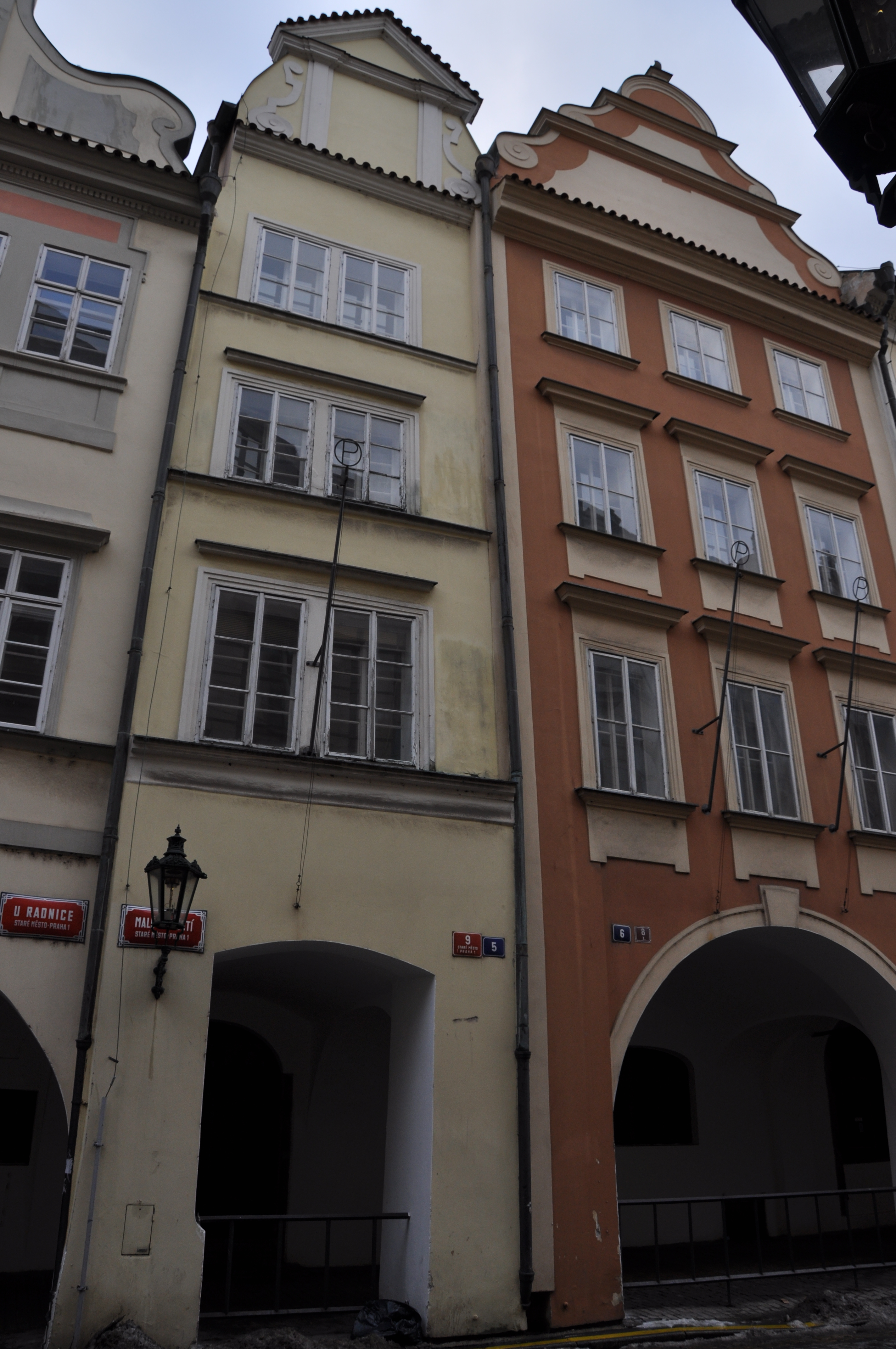
Дом «У Трёх трубочистов»
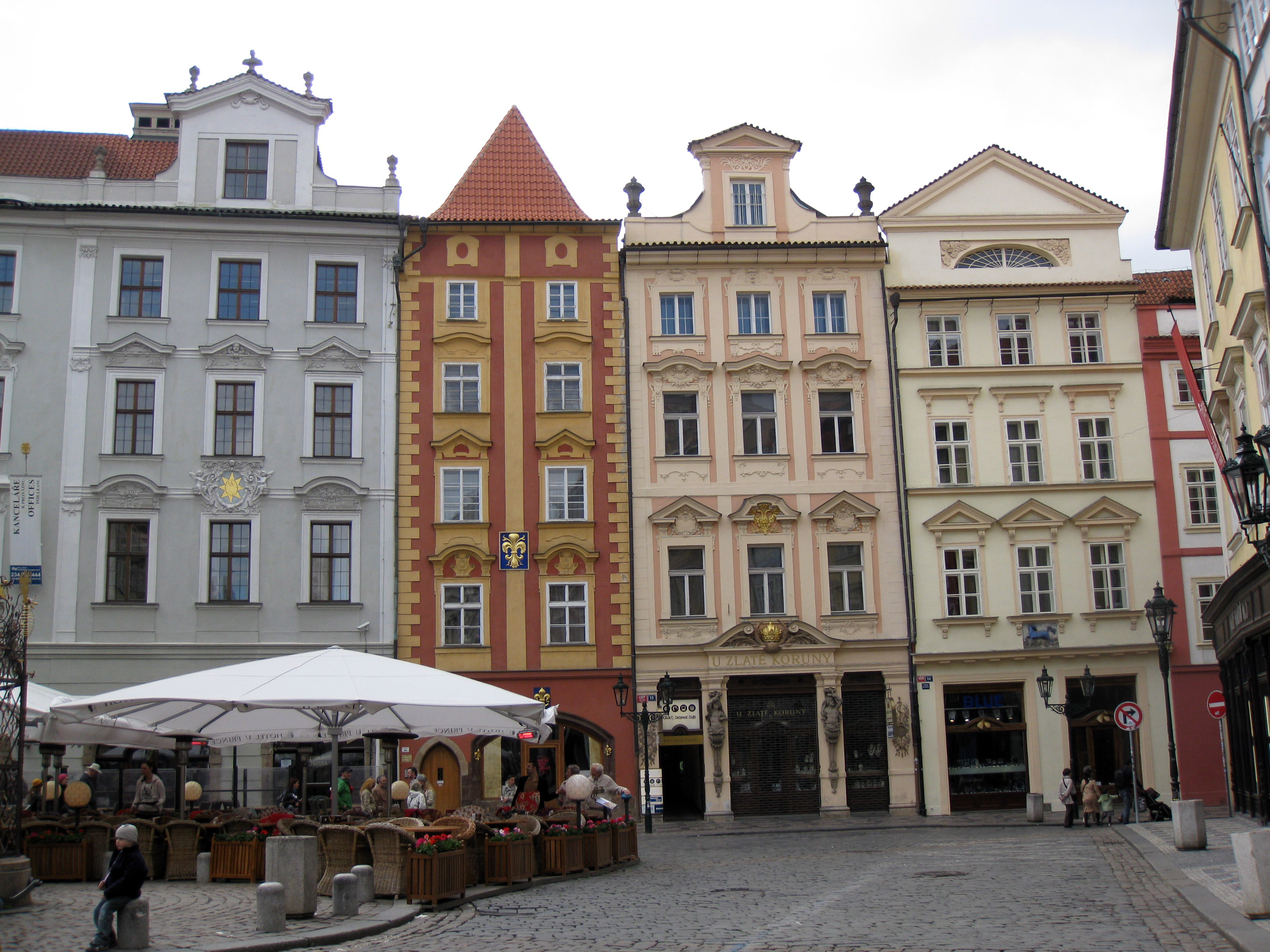
Слева направо дома — Рихтера, «У Золотой лилии», «У Золотого орла», «У Чёрного конька»
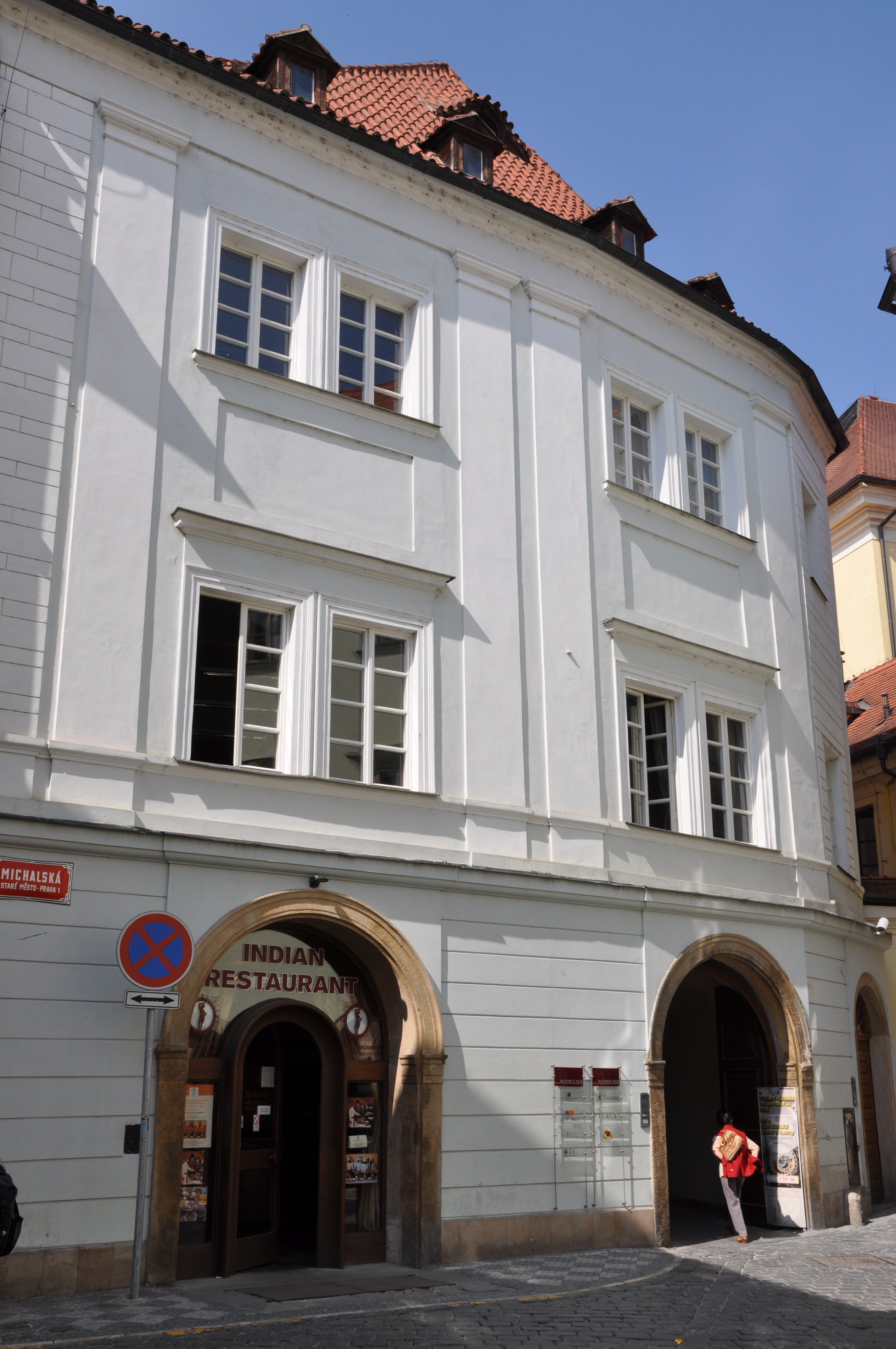
Дом Рихтера
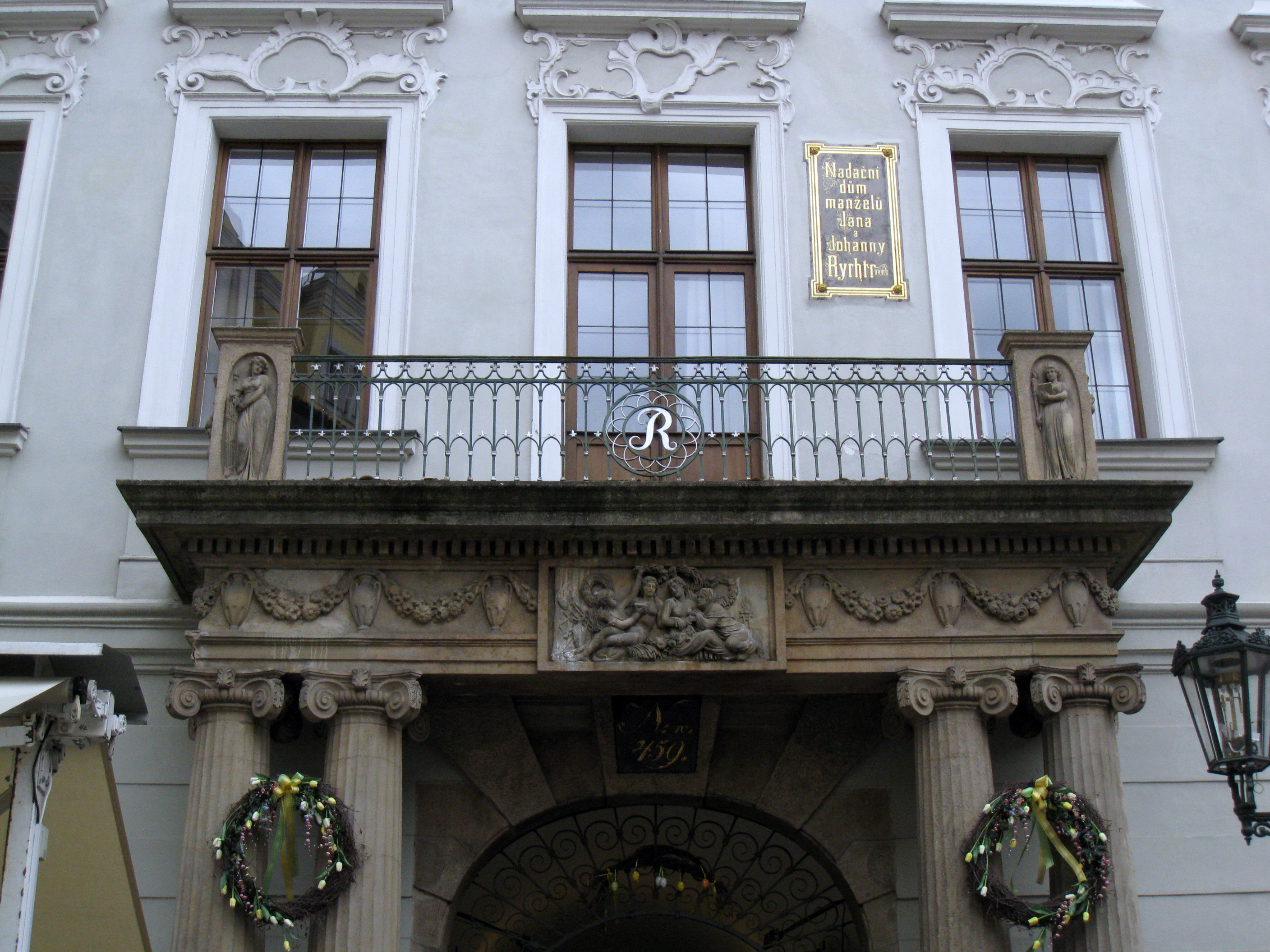
Балкон над порталом дома Рихтера
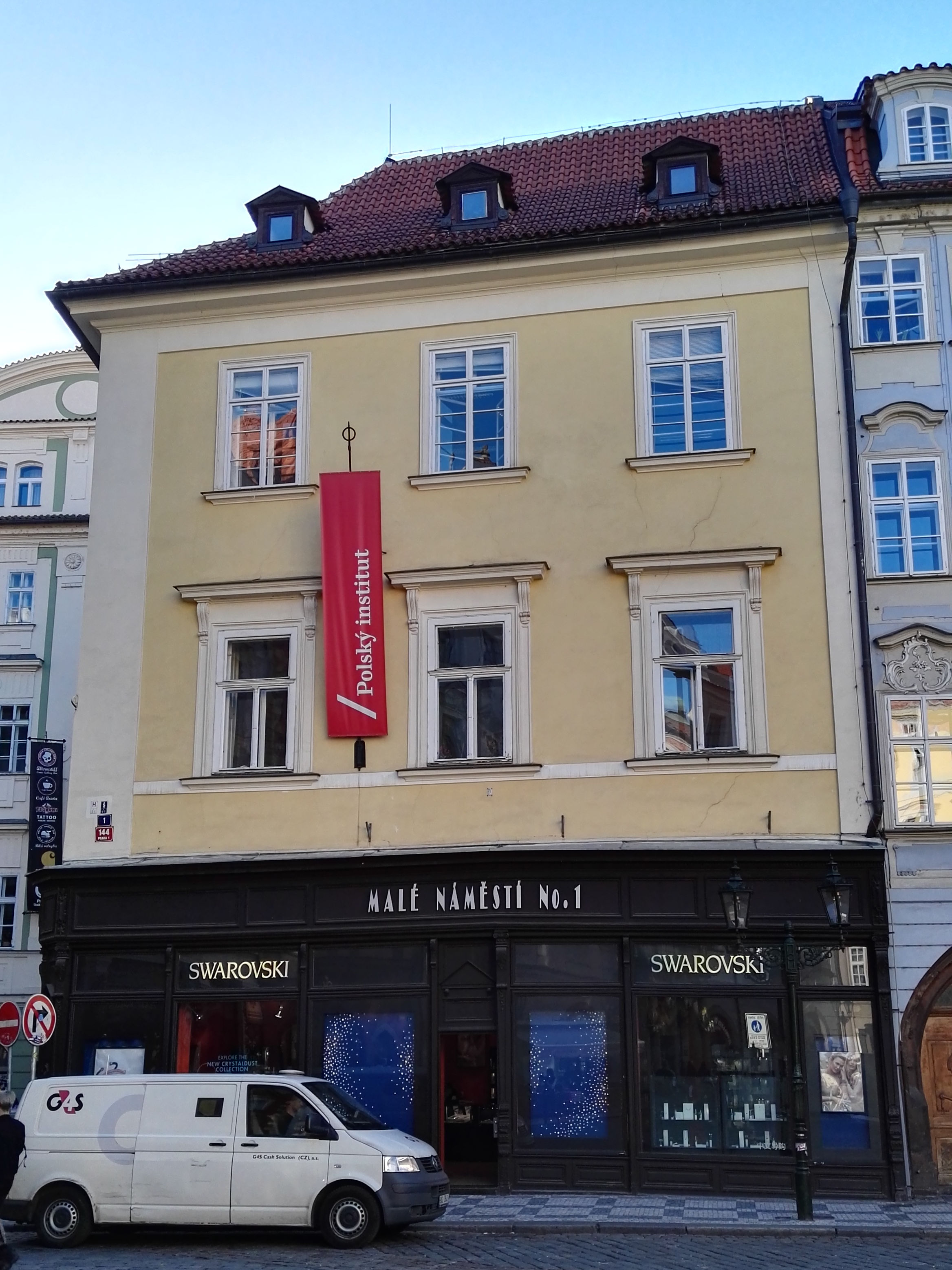
Дом «У Ангела»